# Renamon
Renamon (レナモン?) è un Digimon di livello intermedio del media franchise giapponese Digimon, che comprende anime, manga, giocattoli, videogiochi, carte collezionabili ed altri media. Renamon appare nella serie Digimon Tamers ed è la Digimon partner di Rika Nonaka.
Renamon è doppiata in giapponese da Yuka Imai e in italiano da Monica Gravina.

## Concezione e creazione
Inizialmente, Chiaki J. Konaka, uno degli sceneggiatori di Tamers, aveva in mente l'immagine di Renamon come personaggio androgino. Tuttavia, lo sviluppo della personalità del Digimon durante il canone della serie, portarono ad un personaggio molto femminile e quindi al riconoscimento di Renamon come personaggio femminile, cosa che portò alla scelta di Yuka Imai come sua seiyuu. Inoltre, la Digievoluzione al livello mega di Renamon è Sakuyamon, un Digimon dalla femminilità molto spiccata. Konaka pensò quindi di far sviluppare la personalità del Digimon durante la serie, che quindi inizia con l'essere quasi "senza genere" per arrivare poi alla femminilità impersonata alla perfezione da Sakuyamon.

## Aspetto e caratteristiche
Il nome "Renamon" deriva parzialmente dalla parola francese "renard", "volpe", e dal suffisso "-mon" (abbreviazione di "monster"), che tutti i Digimon hanno alla fine del loro nome. Quindi, "Renamon" significa letteralmente "mostro simile ad una volpe".
Il suo aspetto, come si può immaginare dal nome, è basato sulle sembianze di una volpe. Tuttavia, Renamon sta eretta su due zampe invece che su quattro come le comuni volpi. Ha il pelo giallo, eccetto quello delle zampe, del busto e della punta della coda e delle orecchie, che è bianco, e presenta un viso di volpe, una lunga e folta coda e zampe inferiori molto simili a quelle dei digitigradi. I tratti ferini di Renamon ed i suoi penetranti occhi color ghiaccio possono sembrare piuttosto intimidatori, anche contro la volontà del Digimon stesso. Gli unici capi d'abbigliamento di Renamon sono dei parabraccia viola che ricoprono interamente le zampe superiori del Digimon, ma che ne lasciano scoperta l'estremità. Su di essi è presente un Taijitu taoista, così come sulle cosce delle zampe inferiori dove il simbolo Taijitu taoista è invece stilizzato, anch'esso di colore viola.
Dello stesso colore sono due motivi che sono presenti sotto gli occhi del Digimon.
Renamon è alta e molto potente per essere un Digimon di livello intermedio. È molto più matura degli altri Digimon di livello intermedio, considerando la sua esperienza e la sua visione "annoiata" della vita.
Renamon è una capace maestra di arti marziali. Sembra inoltre essere in grado di teletrasportarsi per breve distanze, di correre ad altissime velocità (al punto da essere in grado di superare il traffico in corso) e di diventare invisibile. È anche molto agile, come notato da Vajramon nell'episodio "La scelta di Renamon". Durante tutta la serie è rarissimo anche solo vederla sorridere.

## Apparizioni
Renamon diviene il Digimon partner di Rika dopo che la ragazza riceve il suo Digivice D-Arc, poco tempo dopo la sua vittoria in un torneo del gioco di carte di Digimon. Molti Digimon sembrano desiderare l'aiuto di Rika affinché questa divenga la loro guida, ma la ragazza esprime il desiderio di avere accanto a sé solo un Digimon, il più forte. Appare quindi una Carta Blu, che Rika striscia immediatamente nel suo lettore di carte, il quale, come avverrà successivamente anche a Takato, si trasforma nel suo D-Arc. Renamon non ricorda com'è arrivata nel mondo reale da Digiworld, ricorda solo della sua collaborazione e della sua amicizia con Rika. Se Rika chiama il nome di Renamon, il Digimon appare. Anche questa è una magia tipica delle kitsune: se una kitsune si ritrova in debito con un uomo, quest'ultimo dovrà solo chiamare "Kitsune!" e la volpe magica apparirà alla sua presenza. Rika desidera l'aiuto di Renamon come sua Digimon partner e Renamon rimane quindi come compagna di Rika per tutta la stagione di Tamers.
Inizialmente, il punto di vista di Renamon riguardo agli umani è che loro siano solo degli aiuti per i Digimon riguardo alla Digievoluzione. Rika, dal canto suo, crede che i Digimon siano solo delle macchine da combattimento. Le due hanno quindi una relazione piuttosto distaccata. Tuttavia, con il passare del tempo, le due si salvano a vicenda in diverse occasioni e la loro amicizia cresce, sempre più forte. Ciò si realizza per la prima volta nell'episodio "Renamon digievolve" quando Renamon, ferita molto gravemente in una battaglia contro Dokugumon, riesce a digievolvere Kyubimon dopo l'esplosione dei sentimenti di Rika nei suoi confronti, che temeva di doverla perdere. Questa relazione raggiunge il suo culmine nell'episodio "Lotta contro il destino", in cui, durante l'attacco del D-Reaper, Rika dice a Renamon che preferisce combattere al suo fianco piuttosto che lasciare la battaglia e salvarsi. Ciò permette la Biodigievoluzione finale tra Rika e Renamon che porta alla nascita di Sakuyamon.
Renamon va solitamente piuttosto d'accordo con i Digimon di Takato ed Henry, Guilmon e Terriermon, ma ha un'interessante relazione di amore-odio con Impmon, come si può notare nell'episodio "La sfida di Impmon", in cui sembra piuttosto preoccupata per la sua sicurezza. Inoltre, quando il gruppo deve tornare nel mondo reale alla fine del loro viaggio per Digiworld, Renamon sente di dover liberare Impmon e di doverlo riportare nel mondo reale con lei. Nella serie, Renamon una volta ammette di sentire che ci sia una connessione tra lei e Impmon.

## Altre forme
Il nome "Renamon" si riferisce solo alla forma al livello intermedio di questo Digimon. Durante la serie, Renamon acquisisce l'abilità di digievolvere in un certo numero di forme più potenti, ognuna con un nome e degli attacchi speciali differenti. Tuttavia, il livello intermedio costituisce la sua forma preferita e quella in cui passa la maggior parte del tempo, a causa dell'alto consumo di energia necessario a rimanere in una forma di livello più alto.

### Viximon
Viximon (ポコモン?, Pokomon) è la forma al livello primo stadio di Renamon. Il nome "Viximon" deriva dalla parola inglese "vixen", che è il nome per indicare una volpe femmina. "Viximon" vuol dire quindi "mostro simile ad una volpe femmina".
Viximon è un piccolo e rotondo Digimon giallo dagli occhi azzurri con quattro piccole zampe, due orecchie a punta ed una lunga coda dalla punta bianca. È piuttosto simile a Gigimon.
Viximon appare dopo la sconfitta del D-Reaper, quando Renamon non riesce a mantenere la sua forma al livello intermedio ed è poi costretta a tornare a Digiworld.

### Kyubimon
Kyubimon (キュウビモン?, Kyuubimon) è la Digievoluzione di Renamon al livello campione. Il suo nome viene dalla definizione giapponese "kyūbi no kitsune", che significa "volpe a nove code". "Kyubimon" significa quindi "mostro simile ad una volpe a nove code". Tenendo fede al suo nome, Kyubimon è una volpe a nove code gialla con una criniera bianca e mistiche fiamme blu che ardono attorno alle sue zampe e alle punte delle sue code (ispirato dal "kitsune-bi", il "fuoco di volpe", un fuoco evocato da una volpe e che non si comporta come un fuoco normale). Nonostante tutte le forme di Renamon siano basate sulle volpi, Kyubimon è quella che si avvicina di più alla forma originale; inoltre, ha nove code. Nella mitologia della volpe a nove code, la leggendaria kitsune, nove è il numero massimo di code ed indica una volpe estremamente potente che ha raggiunto un grado di saggezza e conoscenza completo.
Rika desiderava che Renamon digievolvesse da lungo tempo, ma il Digimon per qualche motivo non era in grado di farlo. Tuttavia, quando le due vengono attaccate da un Dokugumon, Renamon protegge Rika, assorbendo l'intero impatto dell'attacco del Digimon. Rika, che non aveva mai riconosciuto Renamon come una creatura vivente fino a quel momento, piange per il dolore arrecatole dal sacrificio di Renamon. Questa risposta emotiva permette a Renamon di digievolvere Kyubimon, che ora è in grado di sconfiggere il Digimon ragno.

### Taomon
Taomon (タオモン?) è la forma al livello evoluto di Renamon. Il suo nome proviene dal Taoismo, la scuola filosofica di pensiero fondata nell'antica Cina. "Taomon" vuol dire quindi "mostro taoista". Pur conservando alcune delle sue fattezze da volpe, ovvero le zampe, la lunga coda ed il volto dalle lunghe orecchie, Taomon ritorna in posizione eretta ed assomiglia molto ad un Vicario cristiano, benché i suoi poteri siano basati, come indica il suo stesso nome, sul Taoismo. Indossa quindi una tunica color crema dalle lunghe maniche, con il Taijitu sul petto ed un'iscrizione gialla sulla parte inferiore, dei pantaloni viola ed un lungo cappello nero, con una cintura in vita anch'essa nera.
Taomon è un Digimon mago che combatte invocando numerosi incantesimi ed armi per riuscire ad imbrigliare i poteri dell'energia magica che scorre attraverso l'universo. Il Digimon appare per la prima volta per combattere Vajramon, uno dei Deva. Vajramon richiede di parlare a quattr'occhi con Renamon ed i due si recano a Digiworld per un breve periodo. Vajramon, che sembra essere molto colpito da Renamon, prova a convincerla ad unirsi ai Deva. Ma quando Renamon rifiuta, ammettendo di averlo seguito solo per guadagnare preziose informazioni, Vajramon si infuria e attacca Renamon. Con l'aiuto di Rika, Renamon riesce a matrixdigievolvere Taomon e a sconfiggere facilmente Vajramon grazie all'Ideogramma Rovente. Taomon appare nuovamente in seguito per combattere contro Vikaralamon, Beelzemon, Zhuqiaomon e numerosi agenti del D-Reaper.

### Sakuyamon
Sakuyamon (サクヤモン?) è la Digievoluzione al livello mega di Renamon. Il nome di questo Digimon deriva da Konohanasakuya-hime (letteralmente "Principessa Sakuya di Konohana"), che nella mitologia giapponese era il simbolo della delicata vita terrena. Sakuyamon è un Digimon mago dalla forma umanoide, dotata di un'armatura dorata che ricorda i tratti di una volpe, così da fondere insieme i poteri di Rika e di Renamon. La sua armatura ricopre praticamente tutta la parte superiore del corpo del Digimon, escluse le braccia, che sono invece ricoperte da dei parabraccia di colore viola molto simili a quelli di Renamon. In vita porta una cintura con una fibbia che rappresenta un volto di volpe, i suoi capelli sono raccolti in due lunghe code legate alle estremità, mentre nella parte inferiore del corpo indossa delle fasce dorate intorno alle ginocchia, dei gambali viola e delle scarpe dorate. I simboli del Taijitu sul suo corpo sono innumerevoli, mentre come arma ha uno Shakujo, anch'esso dorato.
Sakuyamon viene generata dalla Biodigievoluzione di Rika e Renamon, che avviene quando sfidano il destino per salvare Calumon dal D-Reaper. Sakuyamon appare successivamente in quasi tutte le battaglie contro il D-Reaper. In uno degli ultimi episodi della serie, Sakuyamon dimostra di essere in grado di passare la propria energia ed i propri poteri a Justimon per aiutarlo a sconfiggere il Cable Reaper; tuttavia, questa mossa non porta a nulla dati i poteri rigenerativi del Cable Reaper. Sakuyamon torna successivamente in Runaway Digimon Express durante la battaglia finale in cui i Domatori stanno per essere sconfitti dai Parasimon, finché Gallantmon non cambia assetto e diventa Gallantmon Crimson Mode, che salva la situazione e distrugge tutti i Parasimon in un colpo solo grazie alla sua Spada Supersonica.

## Character song
Renamon ha come image song la canzone dell'album "Best Tamers 2" "Flaming Ice" ("Ghiaccio ardente"). Inoltre, sempre in "Best Tamers 2", Renamon duetta con Rika in "Last Piece" ("Ultimo pezzo").

## Accoglienza
Laura Thornton di CBR ha classificato Rika e Renamon come la migliore coppia della serie Tamers. Sage Ashford dello stesso sito ha classificato Renamon come il secondo migliore Digimon di livello intermedio. Secondo WatchMojo, Sakuyamon è il settimo miglior Digimon di livello mega mentre Renamon è il decimo miglior Digimon in generale. Doc Burford di Kotaku trovò Sakuyamon come il Digimon dal design più piacevole. Ethan Supovitz di CBR ha classificato Renamon come il nono Digimon partner più forte dell'intero franchise. La rivista GamePro definì Renamon come uno dei Digimon più veloci tra quelli esistenti.